# Susegana
Susegana (Suxegana in veneto) è un comune italiano di 11 738 abitanti della provincia di Treviso in Veneto. È un paese noto per la presenza del castello dei Conti Collalto.

## Geografia fisica
Il territorio, di 44 km², è di tipo collinare a nord e pianeggiante a sud. Ad ovest il confine comunale coincide per gran parte con il letto del fiume Piave, nel tratto in cui questo esce dalle colline per allargarsi nella pianura. Nel capoluogo scorre il torrente Rujo, mentre ad est il confine coincide con il torrente Crevada, che divide il territorio di Susegana da Conegliano.
Per quanto riguarda il rischio sismico, la città è classificata nella zona 2 su 4 dall'Ordinanza PCM 3274 del 20/03/2003.

## Storia

### Preistoria
I primi insediamenti risalgono all'età del bronzo recente e finale. A conferma di ciò sono i ritrovamenti sulla collina di San Salvatore di manufatti come selci, punte di freccia e raschiatoi. Altri insediamenti preistorici sembrano essere stati la frazione di Collalto e la località "Villa Jacur", entrambe sedi di ritrovamenti come cocci, selci e tracce di fondi di capanna.
La posizione particolarmente favorevole in prossimità di guadi di attraversamento del fiume Piave, oltre a facilitare la nascita di insediamenti, portò probabilmente alla nascita di commerci nella zona vicina al fiume, da cui potrebbe derivare il toponimo "Marcadelli", poi trasformatosi in "Mercadelli" ed infine nell'attuale località "Mercatelli".

### Periodo romano
Il toponimo di Susegana secondo alcuni risale all'epoca della colonizzazione romana della valle del Piave, e si riferirebbe al nome del proprietario di un appezzamento (Sosus o Sosius); in alternativa è stata proposta un'etimologia germanica (da "sig", "vittoria" o "fortezza").
In epoca romana il territorio fu attraversato dalla via Claudia Augusta e da un tracciato tra Opitergium (Oderzo), Feltria (Feltre) e Tridentum (Trento), che si incrociavano alla confluenza del Soligo nel Piave. Ciò è testimoniato anche dai resti di alcuni ponti dell'epoca in località Sant'Anna e dalla passata esistenza di un guado sul Piave in località Mercatelli. Degli insediamenti dovevano sorgere nei pressi delle vie, come sembra provare il rinvenimento ottocentesco (in località Barco) della scultura di un Lare, attualmente conservata presso i Musei civici di Treviso. Un'altra strada che passa per il paese è la Via Cesarea Augusta o Via Pontebbana.

### Dal medioevo ai giorni nostri

Il castello di Collalto prima dei bombardamenti

Casa Montone (Susegana) tra le due guerre; visibile la lapide ai dieci legionari fucilati.

Nell'Alto Medioevo nuclei longobardi si stabilirono probabilmente nella zona, a causa della sua importanza strategica. L'abbazia di Follina effettuò opere di sistemazione del territorio, che ne accrebbero la prosperità, fondando inoltre ospizi e ospedali per pellegrini.
Nel XII secolo venne fondato su un'altura il castello di Collalto (attestato dal 1138), dei conti di Treviso (poi conti di Collalto), di possibile origine longobarda. Di questo periodo è la leggenda di Bianca di Collalto. Il comune di Treviso nel 1245 cedette ai conti anche la collina di San Salvatore, sulla quale venne fondato un secondo castello nel secolo successivo. Nel 1312 i conti di Treviso furono investiti del possesso dall'imperatore Arrigo VII.

Prima guerra mondiale: la chiesa di San Giorgio bombardata

Nel 1806, nell'ambito dell'occupazione napoleonica, fu istituito il Comune di San Salvador, che più tardi mutò la denominazione in Comune di Susegana. La località di Susegana, scelta come sede del comune, si sviluppò a partire da quest'epoca. Venne attraversata dalla strada tra Treviso e Conegliano (oggi SS 13 Pontebbana), che passa il Piave sul "ponte della priula".
Un secondo ponte venne realizzato come ponte ferroviario per la linea Venezia-Vienna nel 1885, che favorì nel secolo seguente lo sviluppo della località di Ponte della Priula.
I bombardamenti durante la prima guerra mondiale toccarono duramente il centro, con la distruzione dei due castelli e del ponte della priula. Dopo la seconda guerra mondiale il paese si è sviluppato come centro agricolo (tenuta Collalto) e quindi, a partire dagli anni sessanta, come centro industriale (lo stabilimento Zoppas, divenuto poi Zanussi e ora Electrolux, creò molti posti di lavoro).

### Simboli
I simboli ufficiali del comune sono:
- stemma;
- gonfalone;
- sigillo.

Lo stemma fu approvato assieme al gonfalone con decreto del presidente della Repubblica del 2 aprile 1955 ed inserito nel Registro Araldico dell'Archivio Centrale dello Stato il 13 gennaio 1956.
Si può ritrovare qui l'impronta della famiglia nobiliare Collalto, rappresentata dai colori bianco e nero, a scacchi alternati.
Lo stemma è un drappo partito d’azzurro e di bianco.

## Monumenti e luoghi d'interesse

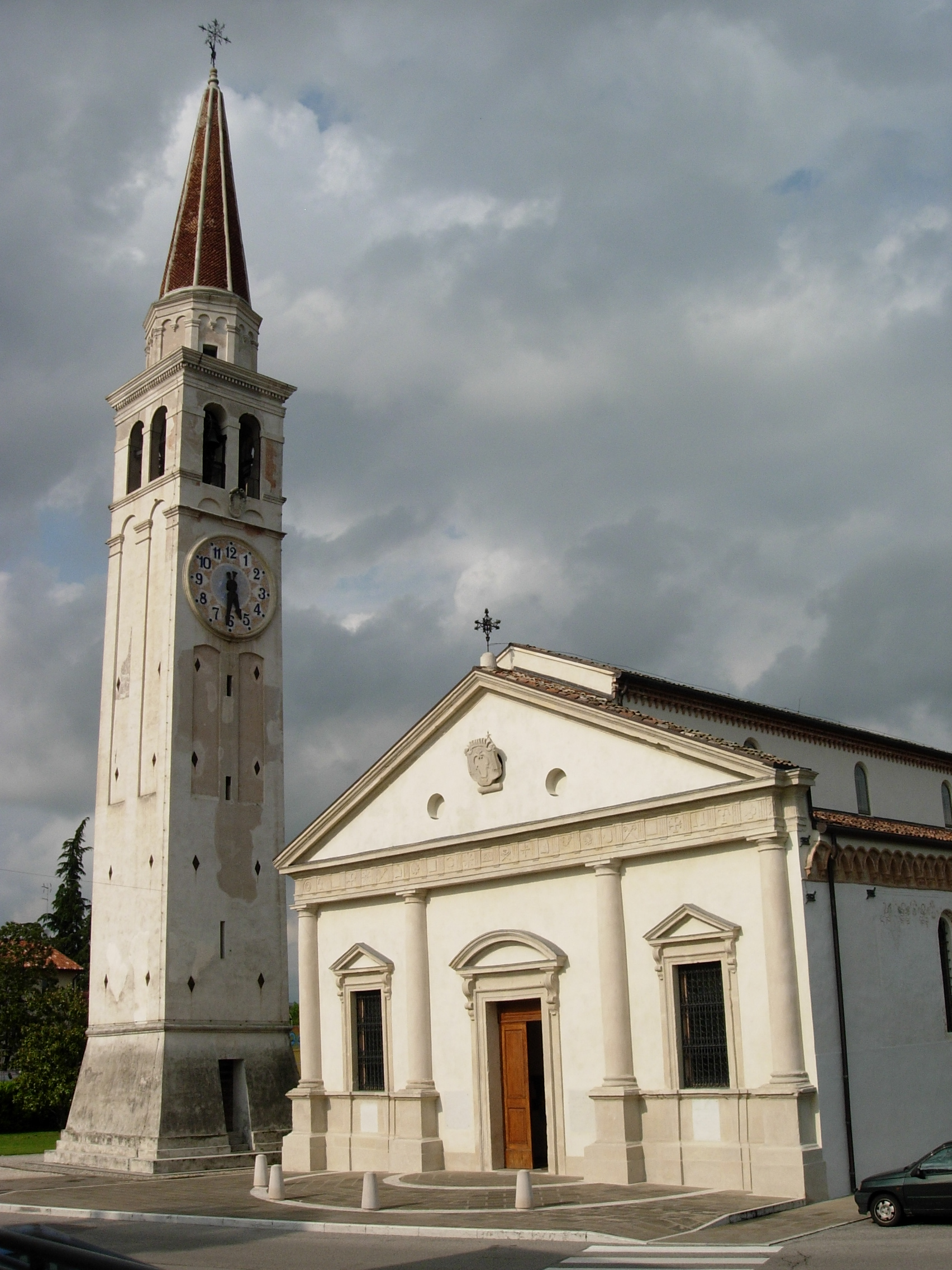
Chiesa della Visitazione della Beata Vergine Maria

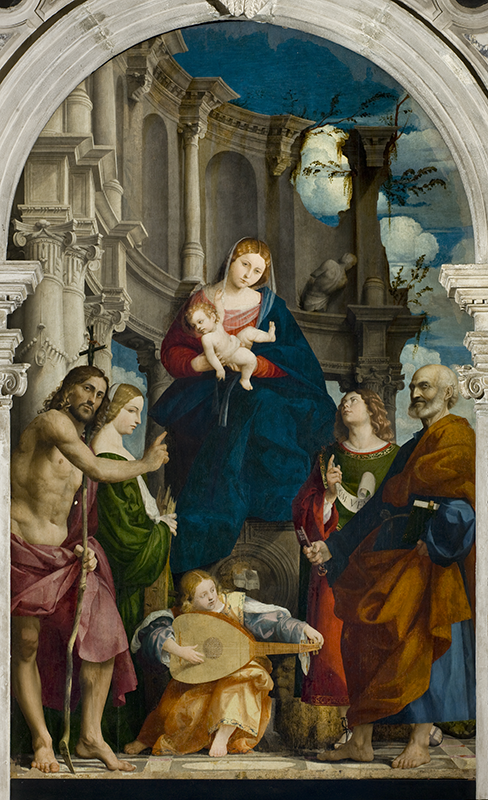
G. A. de' Sacchis, detto Il Pordenone, Pala di Susegana

- Chiesa della Visitazione della Beata Vergine Maria: eretta nel XIII secolo e riedificata probabilmente nel XV, ospita la pala Madonna fra santi di Giovanni Antonio de' Sacchis, detto Il Pordenone (XVI secolo).

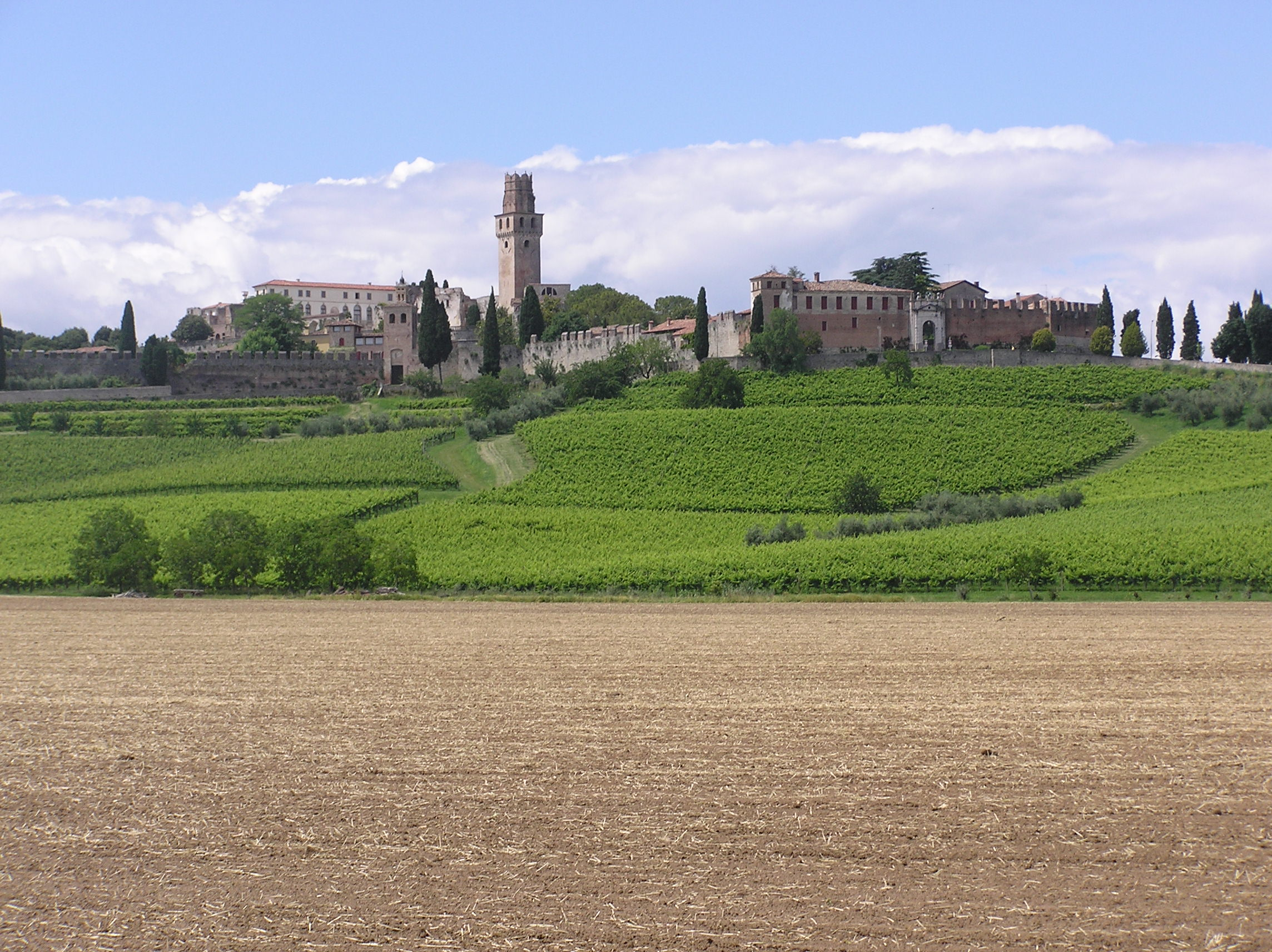
Castello di San Salvatore

- Castello di San Salvatore: la sua costruzione inizia nel 1323 ad opera di Rambaldo VIII di Collalto e finisce con il suo successore Schenella V. Con la sua doppia cinta muraria, copre un'area di 32.000 m². Venne progressivamente abbellito e ingrandito e vi fu inserito il seicentesco palazzo Odoardo. Andò quasi interamente distrutto tra il 1917 e il 1918 in seguito alla rotta di Caporetto: l'artiglieria italiana bombardò pesantemente il castello di Collalto, causando anche la distruzione di molte delle opere d'arte custodite.
- Castello di Collalto, sito nell'omonima frazione, di cui rimangono l'antica torre e parte della cinta muraria.
- Ponti romani: resti di un ponte sul fiume Piave (località Villa Jacur) e "ponte vecchio" sul torrente Crevada.
- Grotta scavata dagli Austro-Ungarici nel fronte del Piave durante la prima guerra mondiale in località Sant'Anna, adibita ad ospedale (vedi il romanzo Il traditore di Lajos Zilahy) P.L.M.

## Società

### Evoluzione demografica
SuseganaAbitanti censiti

### Etnie e minoranze straniere
Al 31 dicembre 2023 gli stranieri residenti nel comune erano 1 593, ovvero il 13,6% della popolazione. Di seguito sono riportati i gruppi più consistenti:
1. Macedonia 290
2. Romania 184
3. Marocco 171
4. Cina 136
5. Kosovo 109
6. Albania 104
7. Senegal 80
8. Bosnia ed Erzegovina 67
9. Ucraina 59
10. Ghana 34

## Cultura

### Istruzione
Nel paese sono presenti la scuola materna "Beata Giuliana di Collalto", la scuola primaria "Alessandro Manzoni" e la scuola secondaria di primo grado "Daniele Manin". Le scuole primarie presenti in tutte le frazioni e nel comune stesso (Susegana, Colfosco, Ponte della Priula) e la scuola secondaria di primo grado sono unite nell'Istituto Comprensivo di Susegana.

## Geografia antropica
Il territorio è un nodo di comunicazione per il traffico stradale e ferroviario in direzione Venezia-Udine, ed anche in passato ha avuto un ruolo rilevante, come testimonia la presenza di resti di infrastrutture dell'età romana. Nel periodo austroungarico diventò zona di passaggio della Strada Statale 13 Pontebbana.

## Amministrazione

### Sindaci dal 1994
| Periodo | Periodo   | Primo cittadino   | Partito                           | Carica           | Note   |
| ------- | --------- | ----------------- | --------------------------------- | ---------------- | ------ |
| 1994    | 1997      | Gianni Montesel   | lista civica Insieme per Susegana | Sindaco          |        |
| 1997    | 1997      | Angelo Carrer     | lista civica Insieme per Susegana | Vicesindaco f.f. | [ 10 ] |
| 1997    | 2002      | Michele Bordignon | Lega Nord                         | Sindaco          |        |
| 2002    | 2012      | Gianni Montesel   | lista civica Insieme per Susegana | Sindaco          | [ 11 ] |
| 2012    | 2022      | Vincenza Scarpa   | lista civica Insieme per Susegana | Sindaco          | [ 12 ] |
| 2022    | in carica | Gianni Montesel   | lista civica Insieme per Susegana | Sindaco          |        |

### Suddivisioni storiche
La circoscrizione territoriale ha subito le seguenti modifiche: nel 1889 aggregazione della frazione Collalto staccata dal comune di Refrontolo (Censimento popolazione residente nel 1881: 726 abitanti).

### Frazioni
Il comune, oltre al capoluogo, è costituito dalle frazioni di:
- Collalto, frazione storica all'estremo nord del comune.
- Colfosco, situata alcuni chilometri a sud di Collalto, vicina al fiume Piave.
- Ponte della Priula, la frazione più meridionale e più popolosa, attraversata dal Piave e sede della stazione ferroviaria di Susegana.
- Crevada, località di recente sviluppo, al confine nord del comune.
- Sant'Anna, località all'estremo ovest del Comune, al confine con il Comune di Sernaglia della Battaglia.

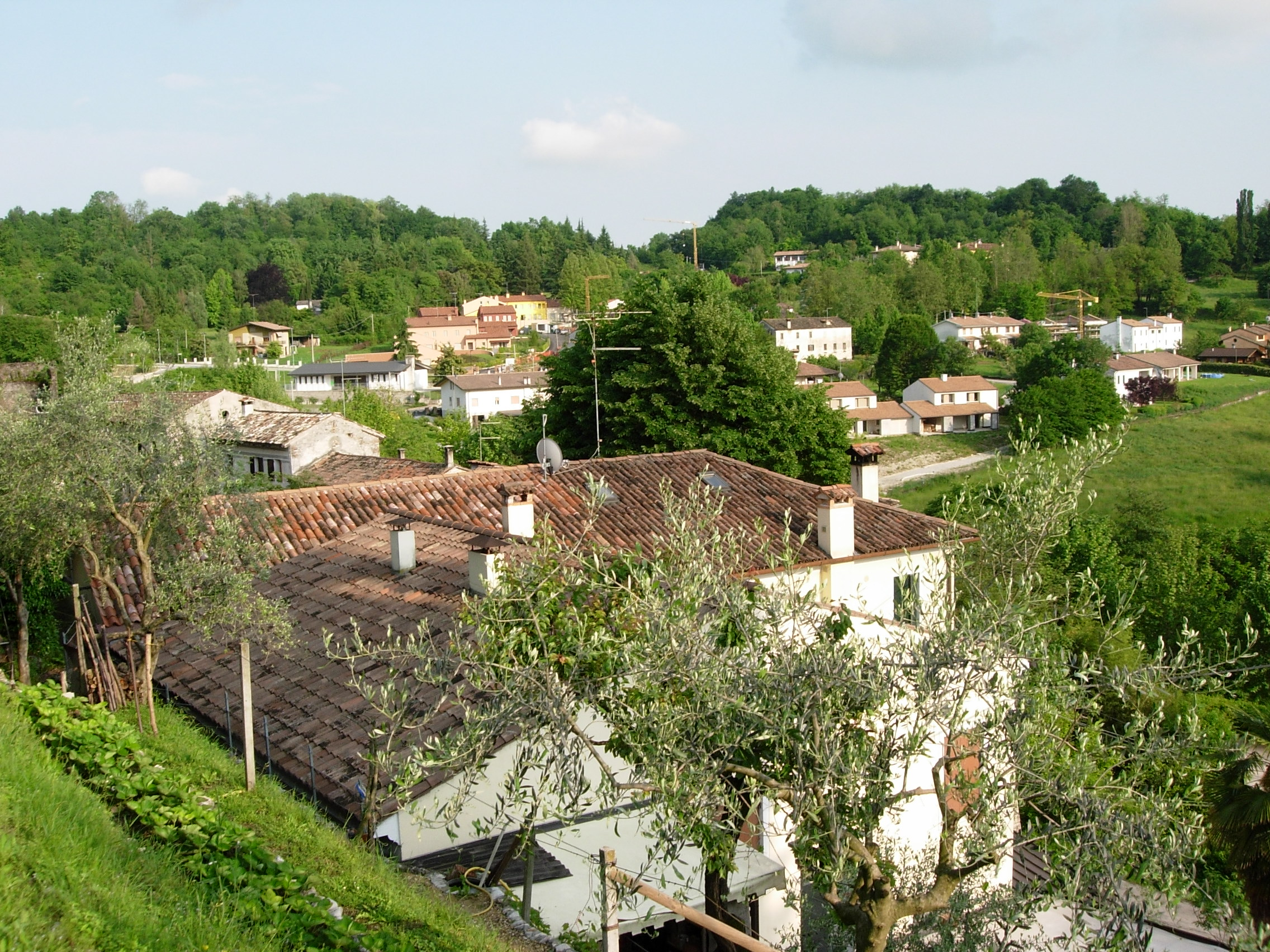
Vista del centro di Collalto dal suo castello
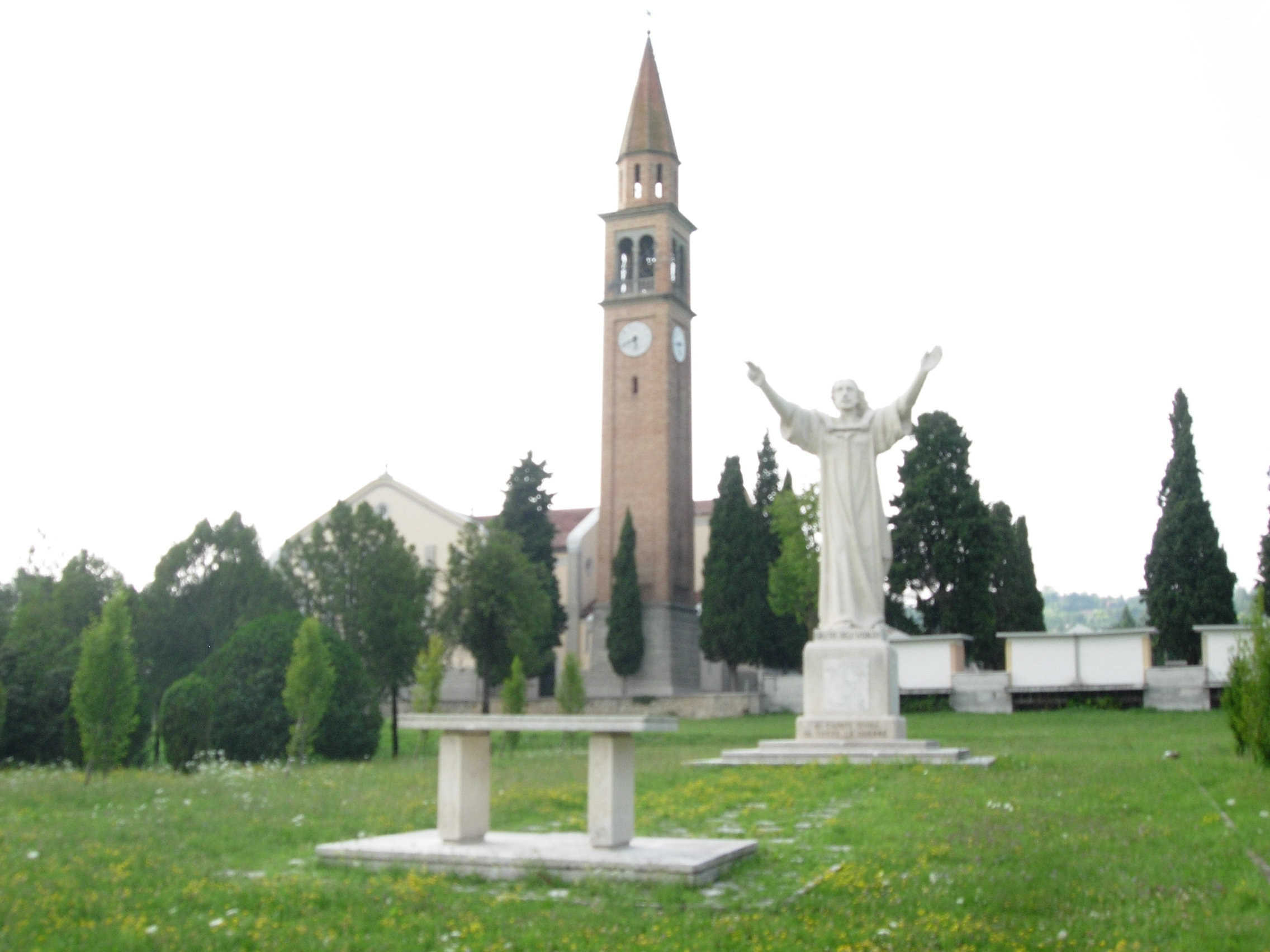
Monumento ai caduti di tutte le guerre e chiesa di Colfosco
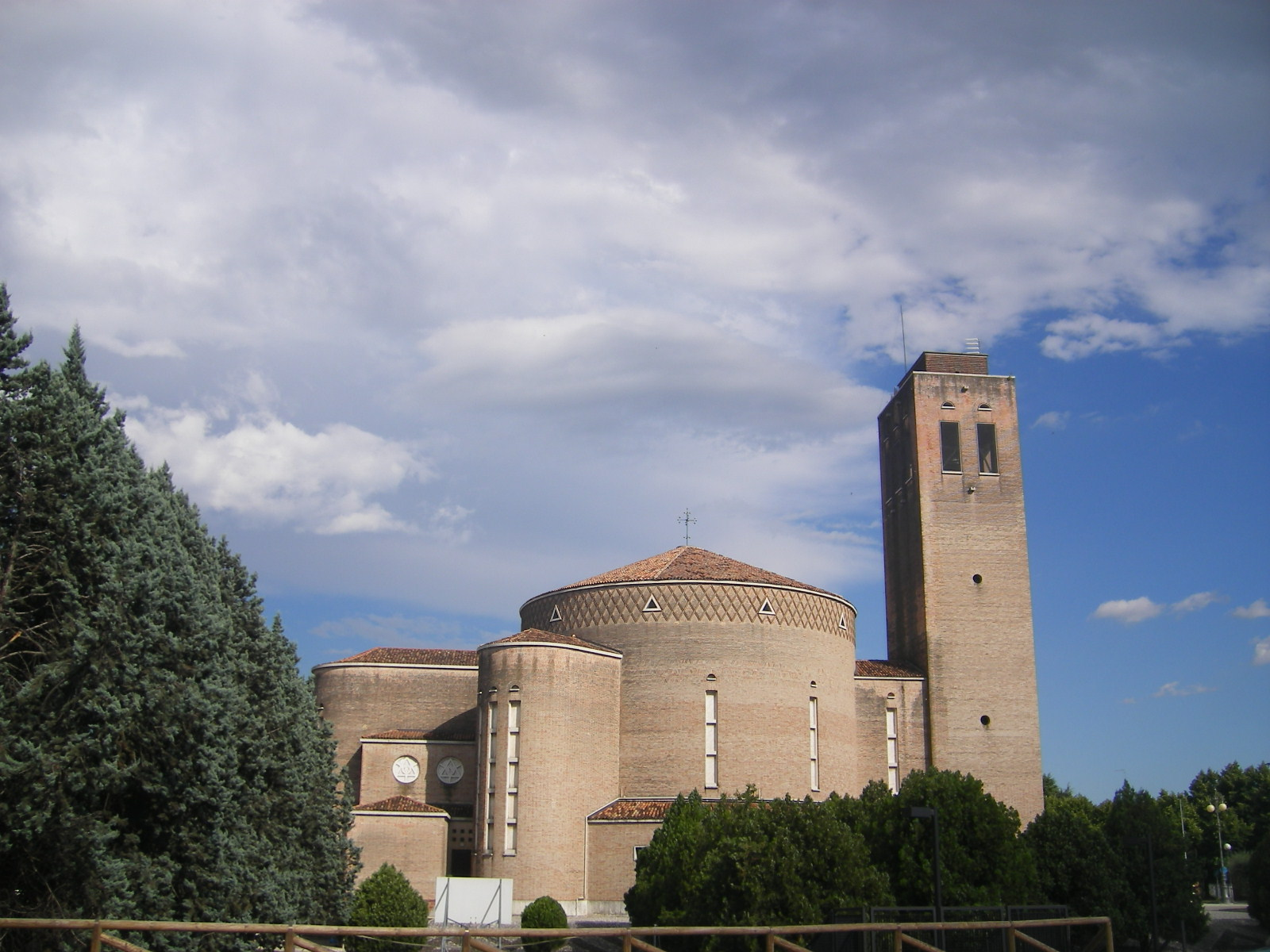
Il Tempio Votivo di Ponte della Priula
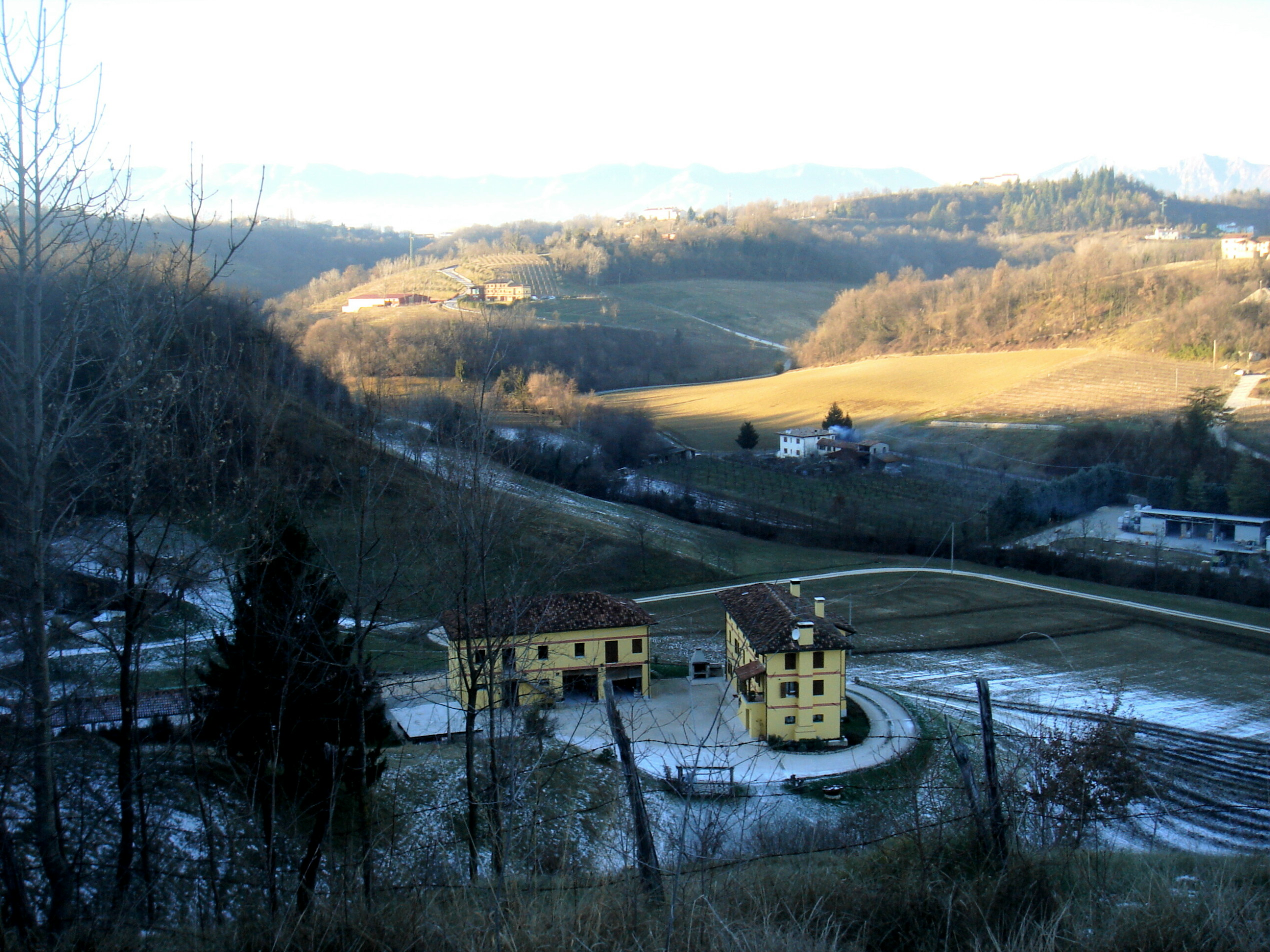
Veduta dalle colline di Crevada

## Infrastrutture e trasporti
Nel 1913 la località Ponte della Priula divenne capolinea della tranvia Susegana-Pieve di Soligo, concessa alla Società Veneta e soppressa formalmente nel 1931. Gravemente danneggiata durante la prima guerra mondiale, la stessa venne provvisoriamente trasformata in ferrovia militare e prolungata fino a Revine Lago.
La tranvia aveva origine nel piazzale della stazione ferroviaria, posta lungo la ferrovia Udine-Venezia e capolinea della ferrovia Montebelluna-Susegana, soppressa nel 1966.
Il territorio comunale è interessato da 4 strade provinciali: SP 34, SP 38, SP 45 e SP 138.